# Maccaffertium mexicanum
Maccaffertium mexicanum är en dagsländeart som först beskrevs av Georg Ulmer 1920.  Maccaffertium mexicanum ingår i släktet Maccaffertium och familjen forsdagsländor. Inga underarter finns listade i Catalogue of Life.

## Bildgalleri

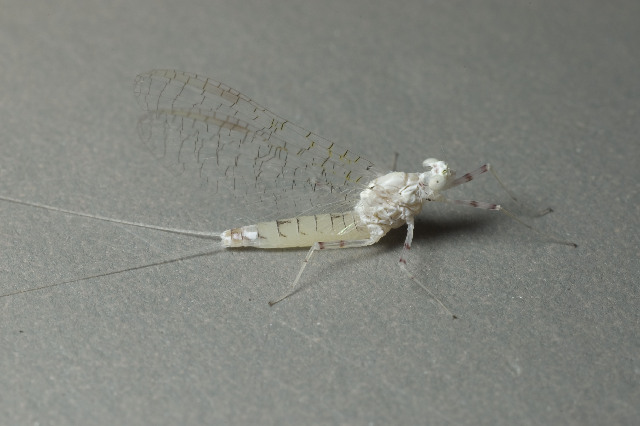